# Demonax rosicola
Demonax rosicola är en skalbaggsart som beskrevs av Holzschuh 2006. Demonax rosicola ingår i släktet Demonax och familjen långhorningar. Inga underarter finns listade i Catalogue of Life.